# Gurambaspitsmuis
De gurambaspitsmuis (Crocidura phaeura)  is een zoogdier uit de familie van de spitsmuizen (Soricidae). De wetenschappelijke naam van de soort werd voor het eerst geldig gepubliceerd door Osgood in 1936.

## Voorkomen
De soort komt voor in Ethiopië.